# ミュートスコープ

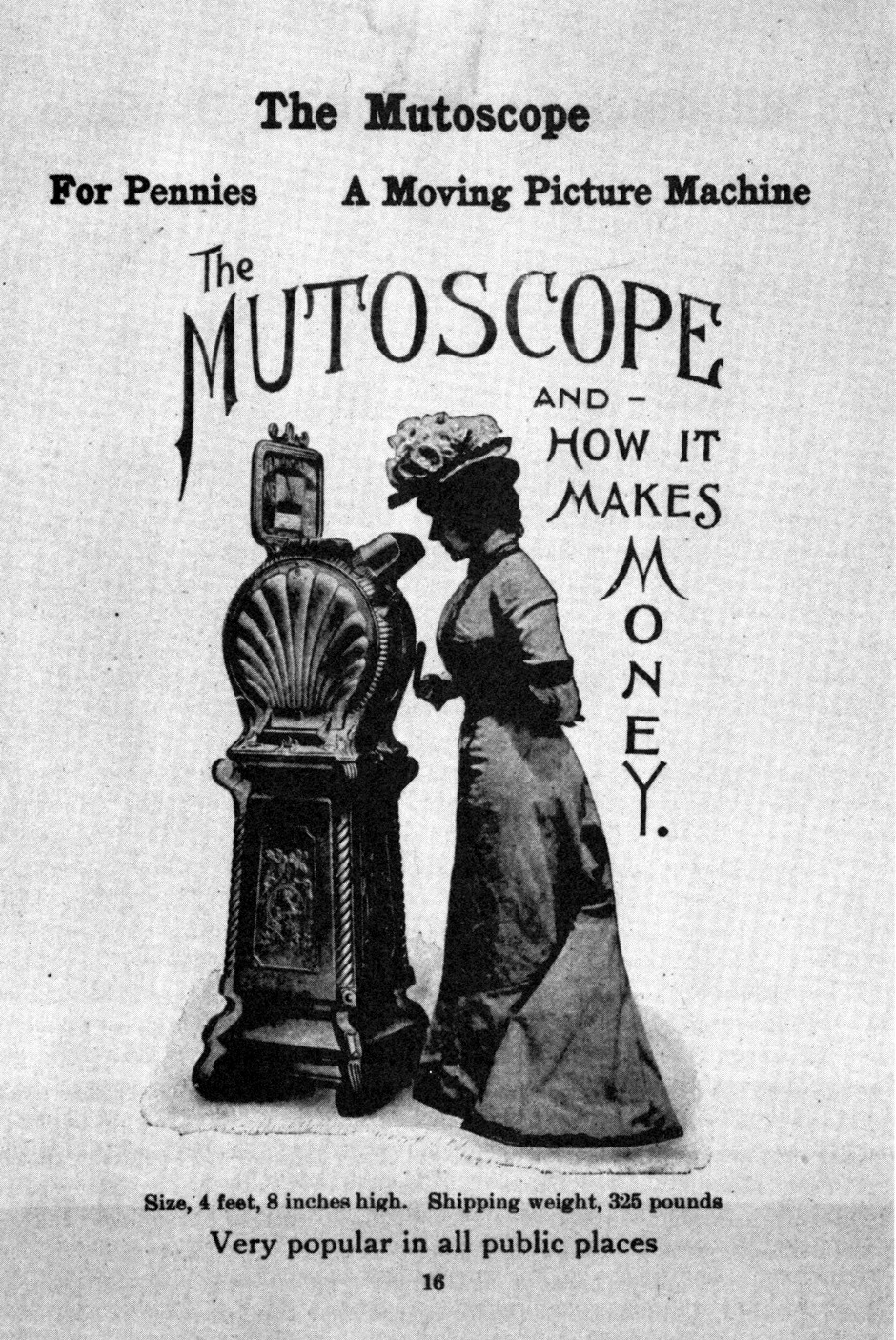
1899年の広告記事

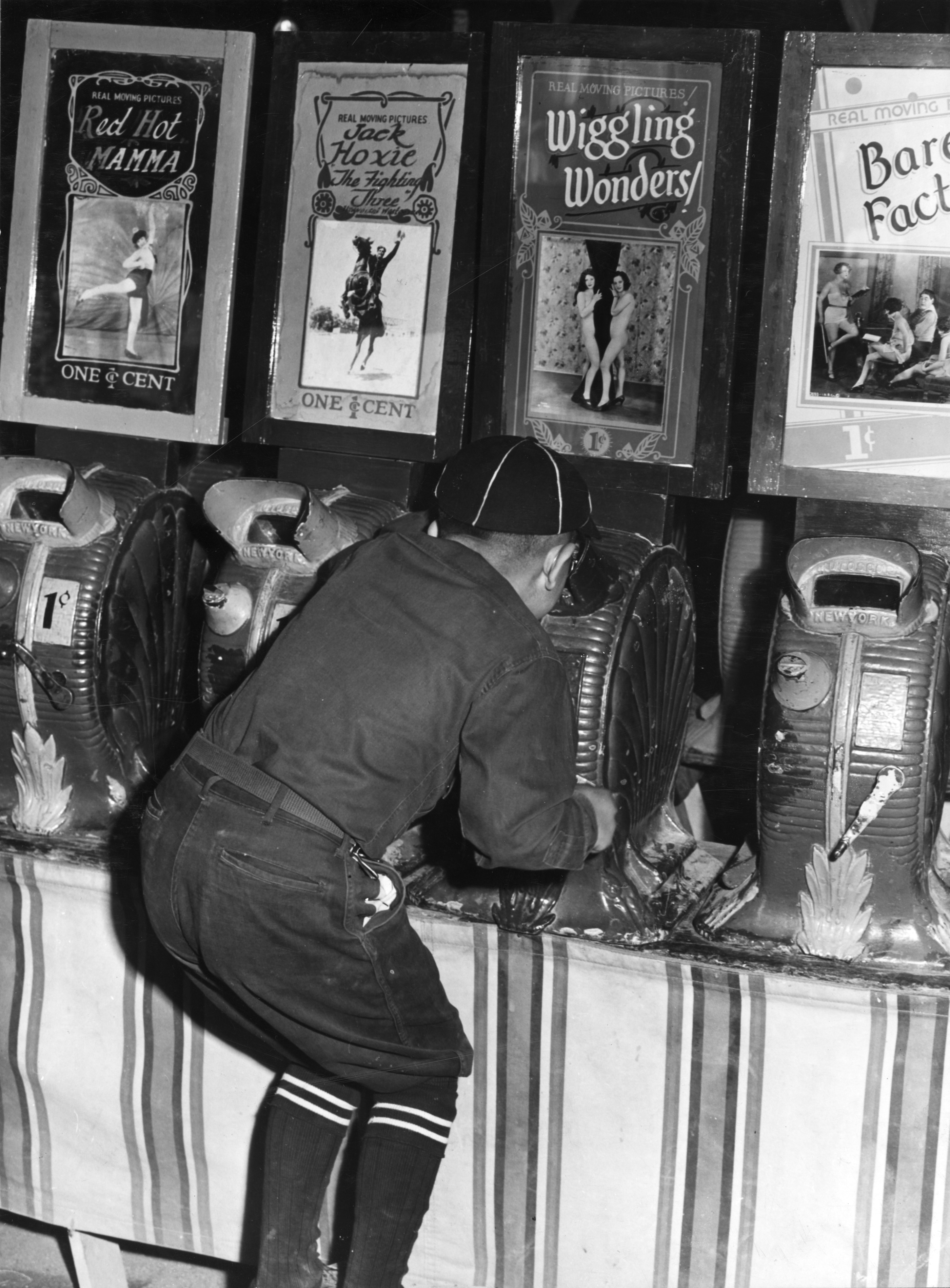
ミュートスコープを覗く少年（1942年、カリフォルニア）

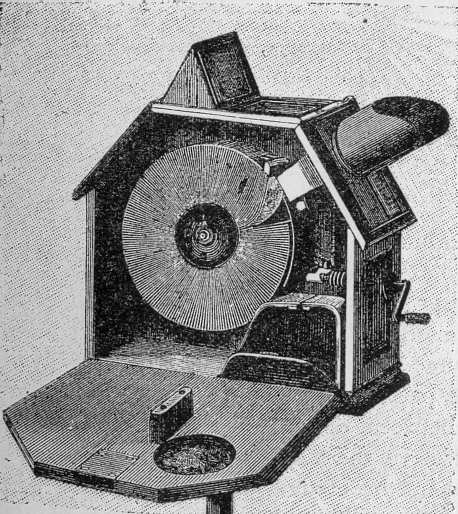
ミュートスコープの内部

ミュートスコープ（Mutoscope）は、初期の映画の装置。発明者はウィリアム・K・L・ディクソンとハーマン・カスラー。1894年11月21日、カスラーが特許を取得した。トーマス・エジソンのキネトスコープ同様、スクリーンに投写するのではなく1度に1人の人間が覗き込む仕掛けだが、キネトスコープより安価でシンプル。販売はアメリカン・ミュートスコープ・カンパニー（後のバイオグラフ社）。たちまちコイン挿入型のピープショー市場を席巻した。

## 仕組み
原理はパラパラマンガと同じ。丈夫で柔軟性のあるカードに白黒の画像を銀塩プリントする。カードは冊子状に束ねるのでなく、ローロデックス（回転式名刺フォルダー）のように円形の芯に取り付ける。1リールおよそ850枚を1分間表示する。カードを装着した1リールの直径は約10インチ (25 cm)。カードの大きさは約2+3⁄4 in × 1+7⁄8 in (7.0 cm × 4.8 cm)。
コイン挿入口にコインを投入すると起動。客はフードのついた単レンズを通してカードを見る。一般的にカードは電気で照らされる。1つの装置にリールは1つ、見れる映画は1本のみで、装置にそのポスターが掲示されている。
客は限定的に速度を変更できる。パラパラマンガの原理で、写真は回転しながら所定の位置にくるとピンにひっかかり、そこでいったん静止する。そのためクランクを逆方向に回転させても逆再生はできない。

## 製造
1895年から1909年にかけてアメリカン・ミュートスコープ・カンパニー（後のバイオグラフ社）が製造。1920年代になってインターナショナル・ミュートスコープ・リール・カンパニーがライセンスを取得し、1926年から1949年にかけてリールと装置を製造。

## 反響
1898年、『サンフランシスコ・コール』紙はミュートスコープが大変な人気であったと報じている。「20台の装置が違う映画を上映し、昼も夜も観客で混み合っている」。しかし数カ月後、同紙の論調が変わった。「若者を堕落させる新しい道具が悪徳業者によって設置された…邪悪なる催しがサンフランシスコの町に厚かましくも恥知らずに堂々と展示されている」。ヌード女性を扱った作品が登場したためである。1899年には『タイムズ』紙もミュートスコープを「ペニー貨を挿入して背徳的な映画を見せる」と批判した。
イギリスではゲームセンターやプレジャーピア（アトラクションのある桟橋）で人気があった。しかし1971年に十進貨幣制が導入されると、それに合わせた改良が困難で多くが破棄された。しかし、一部がポルノが合法化されたデンマークに輸出された。もちろん内容はヌード女性を売りにしたもので、きわどいものからライトなソフトコアまで様々だが、タイトルほど内容は過激ではなかった。中でも有名だったのが、流行語にもなった『What the Butler Saw（執事は見た）』でミュートスコープはイギリスでは「What-the-Butler-Saw machines」と言われるようになった。（執事が覗き穴から見たものは脱衣中の女性であった）